# Сезария Евора
Сеза̀рия Ѐвора (на португалски: Cesária Évora) е певица от Кабо Верде. Тя е най-известният представител на стила морна.
Наричат я „Босоногата дива“, тъй като излиза на сцената винаги неизменно боса – символично отдаване на почит към бедния начин на живот на нейните сънародници в Кабо Верде (където почти половината продължават да живеят по същия начин и днес). Певицата ходи боса и когато не е на сцената, в продължение на много години. Носи сандали само когато пътува в страни с умерен климат.

## Биография

### Ранни години
Сезария Евора е родена през 1941 година в Минделу на остров Сау Висенти, един от главните градове на Кабо Верде, в бедно многодетно семейство. Баща ѝ е музикант, който умира, когато тя е на седем години. Майка ѝ работи като готвачка, но трудно успява да издържа семейството и до тринадесетата си година Сезария живее в сиропиталище, където е включена в неговия хор и учи пеене.
На шестнадесет Евора се запознава с португалски моряк и китарист на име Едуарду. Той я запознава с фолклорната музика от Португалия и Кабо Верде. Под негово влияние тя започва да пее в различни заведения в Минделу. Първоначално изпълнява песни в стил морна – жанр, традиционен за страната, както и в стил фаду. Пее на кабовердиански, разговорният език в страната, който е креолски език, базиран на португалския.

### Ранна кариера
През 1961 година със съдействието на китариста Грегориу Гонсалвиш Сезария Евора прави първите си записи за местната радиостанция „Радио Барлавенту“. Участията ѝ в радиото през следващите години я правят известна в цялата страна, а нейни записи през този период са издадени в Нидерландия и Португалия.

### Международен успех
Пет пъти е номинирана за „Грами“ и два пъти е носител на тази награда. През 2008 година е наградена с Ордена на почетния легион (Франция).
В Кабо Верде тя финансира началното образование. На 17 декември 2011 година умира в Сао Висенте, Кабо Верде от сърдечна недостатъчност.

## Дискография
1. La Diva aux pieds nus – 1988
2. Distino di Belita – 1990
3. Mal Azul – 1991
4. Miss Perfumado – 1992
5. Sodade, Les Plus Belles Mornas De Cesaria – 1994
6. Cesaria – 1995
7. Cabo Verde – 1997
8. Cafe Atlantico – 1999
9. Sao Vicente de Longe – 2001
10. Cesaria Evora Anthology – 2002
11. Live in Paris (DVD) – 2002
12. Voz D'amor – 2003
13. Club Sodade – Cesaria Evora by... – 2003
14. Live D'Amor (DVD) – 2004
15. Rogamar – 2006
16. Nha Sentimento – 2009